# Christoffer Valkendorf
Christopher Henningsen Valkendorf, föddes den 1 september 1525 på Glorups slott, död den 17 januari 1601 i Köpenhamn, var en dansk adelsman och ämbetsman. 

## Familj
Valkendorf föddes som son till riksrådet Henning Axelsen Walkendorff (död 1535) och dennes hustru i sitt andra gifte, Sidsel Friis af Hesselager Østrup (död 1562). Om hans ungdomsår finns inte mycket dokumenterat, men han växte upp i en högadlig miljö, där historia, byggnadskonst och vetenskap var viktiga inslag. Flera av hans farbröder var innehavare av höga positioner i samhället, bland annat ärkebiskopen i Nidaros Erik Valkendorf.

## Karriär

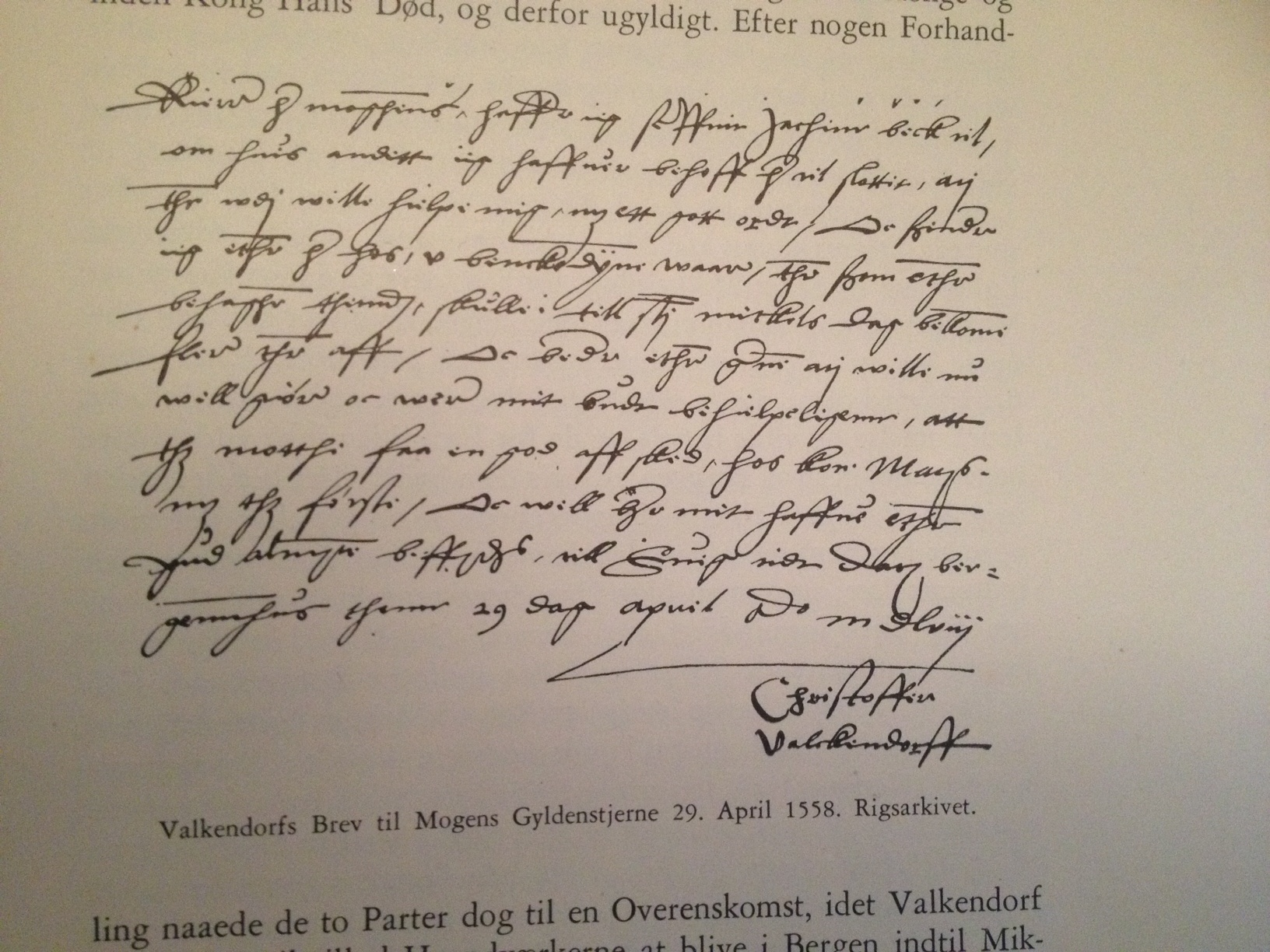
Valkendorfs brev till Mogens Gyldenstierne 29 april 1558.

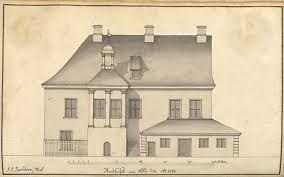
Rådhuset i Bergen 1768

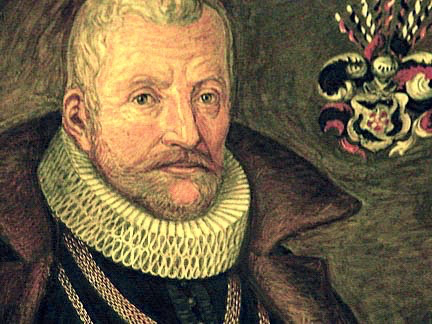
Christopher Valkendorf

Hans karriär i statens tjänst inleddes tidigt; år 1551 var han kunglig sekreterare hos Kristian III.    
Som tack för sina tjänster vid hovet, förlänades han på livstid Provstiet i Bergen (prästgården) med tillhörande bönder och tjänare, mot att han var kungen och hertig Fredrik trogen. Hans duglighet som administratör uppskattades av kung Kristian III.    
Han fick 1556 dåtidens mest riskfyllda uppdrag i riket, länsmansposten i Bergen, och fick därmed Bergenhus i förläning. Denna post innehade han till 1560. Valkendorfs halvbror Erik Valkendorf (1523–1605), var sedan 1553 länsman i Hardanger.   
Bergen räknades på den tiden som Nordens största stad. Redan 1250 hade tyska köpmän och hantverkare flyttat dit och bedrev en omfattande handel med övriga Europa. Hansan upprättade ett kontor där 1360. Stadens befolkning växte och man uppskattar att det bodde runt 3000 personer i Bryggen, kallad tyskebryggen, under 1500-talet. Området präglades av våld, laglöshet och prostitution och lokalbefolkningen som trängdes bort av tyskarna gjorde uppror. De krävde att något gjordes åt situationen. Uppdraget gick till Valkendorf som anlände till Bergen den 18 juni 1556. Han skred till verket omedelbart och påbörjade en hårdhänt upprensning. Situationen bekymrade honom djupt och den 29 april 1558 skrev han ett brev till riksrådet Mogens Gyldenstierne där han redogjorde för situationen. Han bad om att man skulle sända honom fyra eller sex kanoner, som skulle installeras på Bergenhus(slottet) i avskräckande syfte.       
Flera ouppklarade mord hade begåtts på stadens horhus, som därför stängdes. Hansans privilegier och monopol avskaffades och krav på att tyskarna rättade sig efter norsk lag restes. Antingen svor de trohetseden, eller så fick de flytta.  
År 1558 lät Christopher Valkendorf bygga ett hus i staden som privatbostad. Detta hus skänkte han sedan som en gåva till staden, som sedan använde det som rådhus. Numer används huset som bystyresal och ett porträtt av Valkendorf hänger i ett av rummen. 
År 1561–1567 var han ståthållare i Livland och rådgivare åt hertig Magnus, kung Fredriks bror, varefter han ledde länsstyrelsen på Island 1569–1571 samt på Gotland 1571–1573. 
Som räntmästare 1574–1589 höll han finanserna i gott skick, upptogs 1577 i riksrådet, och som ståthållare i Köpenhamn sedan 1579 visade han stort intresse för stadens behov och befästning och blev 1588 en av de fyra riksförmyndarna under kung Kristian IV:s minderårighet. Valkendorf lämnade posten juli 1590, då han för sin stränghet mot Magnus Heinesen dömdes att betala ett betydande skadestånd. 
När Kristian 1596 övertog regeringen, blev Valkendorf rikshovmästare, en post som stått obesatt sedan 1575. Valkendorf var en stor vän och främjare av vetenskaperna och grundladeValkendorfs kollegium vid Köpenhamns universitet.

## Utmärkelser
- 5 maj 1580 - Elefantorden